# Burgundische Geschichte
Die Burgundische Geschichte umfasst die Entwicklung der verschiedenen Gebiete und Gemeinwesen zwischen Mittelmeer und Nordsee, die von der Spätantike bis in die Frühe Neuzeit den Namen Burgund trugen. Den Anfang bildete die Besiedlung der heutigen Westschweiz und Südostfrankreichs durch den germanischen Stamm der Burgunder in der Zeit der Völkerwanderung. Zwischen den verschiedenen Gebilden, die in den folgenden Jahrhunderten deren Namen weitertrugen, bestanden zahlreiche kulturelle, wirtschaftliche und dynastische Verbindungen (siehe die Liste der Herrscher von Burgund); doch hatten sie nie klare geographische Grenzen oder eine ethnische Identität und waren nur dynastisch greifbar. Wegen „fehlende[r] Kontinuität“ eines einheitlichen politischen Raums entwickelte sich aus Burgund daher „kein kollektives Subjekt“. Heute bezieht sich mit der französischen Region Bourgogne-Franche-Comté nur noch eine Verwaltungseinheit namentlich auf diese Tradition (zu deren historischer Entwicklung siehe die Geschichte der Regionen Bourgogne und Franche-Comté).

## Königreiche des frühen Mittelalters (5.–9. Jahrhundert)

### Das erste Reich der Burgunder (443–532)

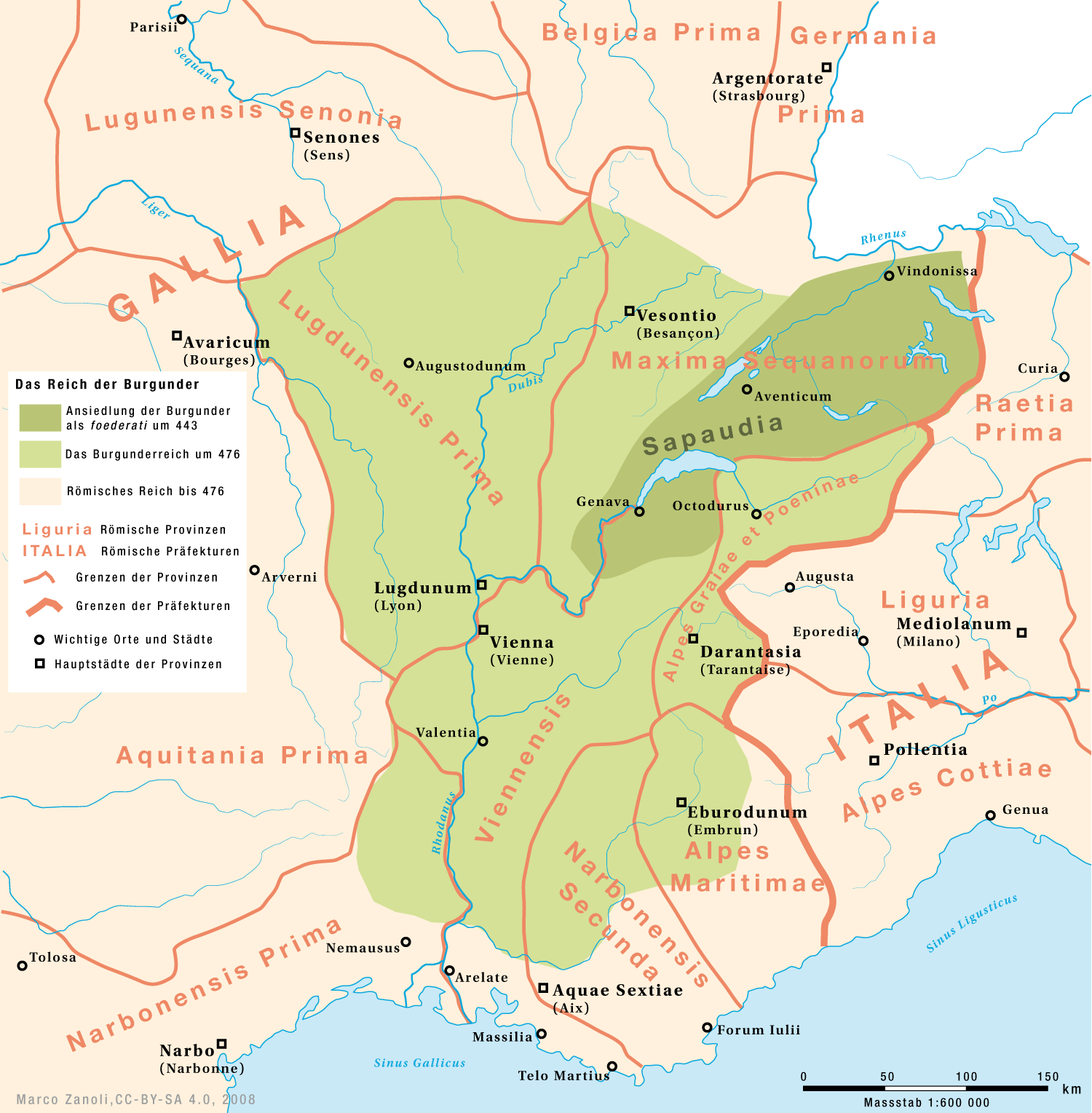
Das Königreich der Burgunder bis 534

Das Volk oder der Stamm der Burgunder wird den Ostgermanen zugerechnet. In der Spätantike gelangte es im Zuge der Völkerwanderung an den Rhein und begründete dort im Jahre 413 ein eigenständiges Reich als römische Foederaten. Mittelpunkte waren die Städte Borbetomagus (Worms) und Noviomagus (Speyer). Obwohl dieses historisch kaum fassbare Burgunderreich bereits 436 einem Angriff der Hunnen zum Opfer fiel, geriet es nicht ganz in Vergessenheit. Heldenlieder wie vor allem das Nibelungenlied, das allerdings erst zu Beginn des 13. Jahrhunderts niedergeschrieben wurde, besangen seinen Untergang. Politisch und für die spätere Identitätsbildung blieb dieses erste Burgunderreich indessen bedeutungslos.
Nach erneuten Konflikten und Niederlagen gegen die Römer siedelte der römische Heermeister Flavius Aëtius die Burgunder um 443 im Militärdistrikt Sapaudia im Bereich des Genfersees in der heutigen Westschweiz und in Savoyen an. Dort gründeten sie ein Königreich und lebten wiederum als römische Foederaten in Garnisonen mit der Aufgabe, die dortigen Alpenpässe gegen die nördlich siedelnden Alamannen abzusichern und als Hilfstruppen gegen Hunnenangriffe schnell verfügbar zu sein. Da die Burgunder der ansässigen keltoromanischen Bevölkerung zahlenmäßig stark unterlegen waren, konnten sie zwar eine um ihren König vereinte Herrenschicht bilden, wurden jedoch bald romanisiert.
Im Laufe des 5. Jahrhunderts gingen die noch bestehenden Reste der römischen Verwaltung in der des Königreichs der Burgunder auf. Um 507 ist erstmals der Name Burgundia als Bezeichnung des neuen Reiches belegt. Die Burgunder eroberten nach dem Zusammenbruch des Weströmischen Reiches weitere Gebiete um ihr Kernland, nördlich bis in die Gegend von Troyes, westlich bis an die Loire, südlich bis Orange und im Osten bis zum Alpenkamm, Rhein und Aare. Obwohl dieses Reich keine 100 Jahre existierte, hinterließ es eindeutige Spuren im kollektiven Gedächtnis seiner Bewohner.

### Das fränkische Teilreich Burgund (534–843)

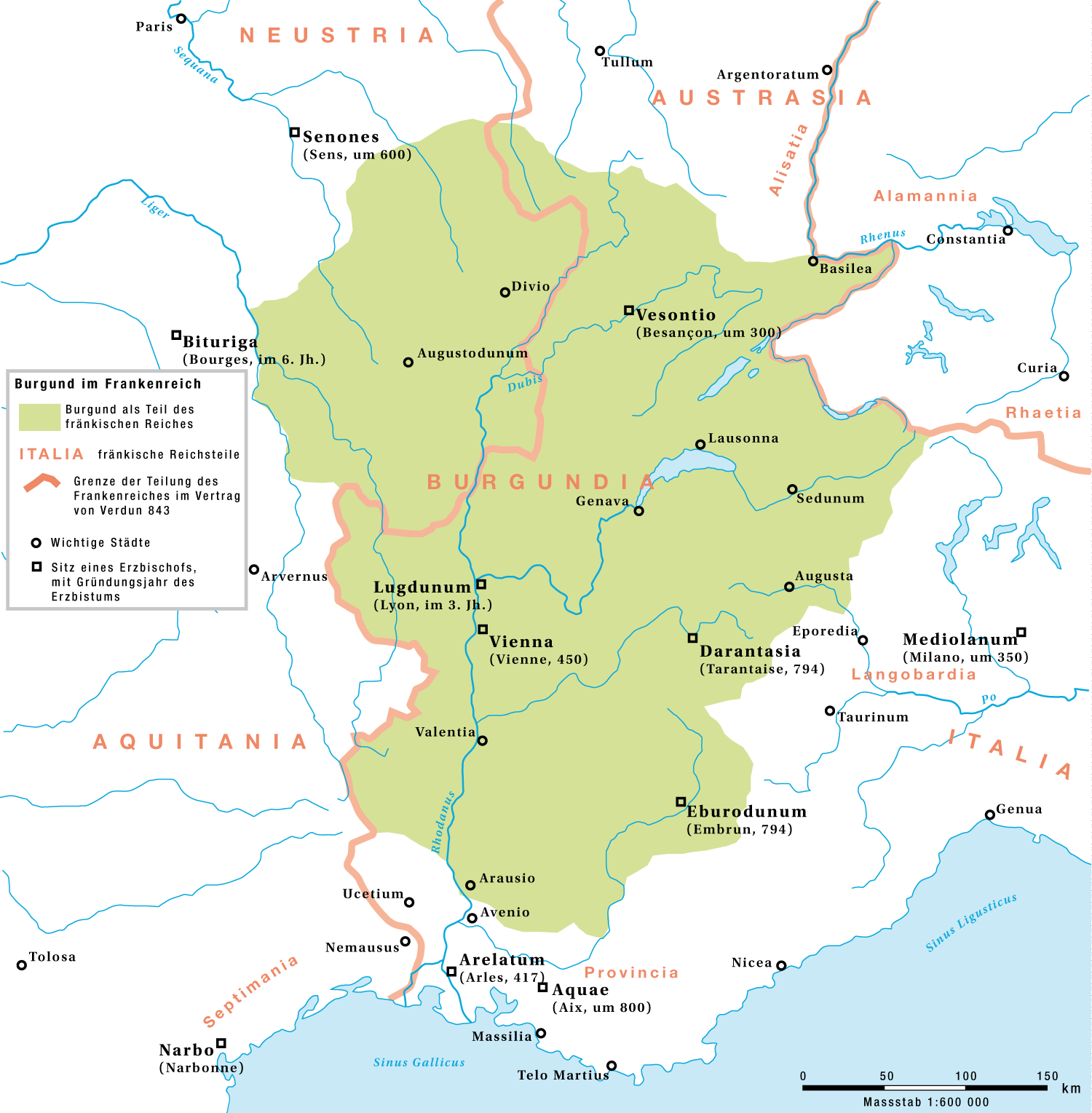
Das fränkische Teilreich Burgundia

Um das Jahr 506 nahm der Burgunderkönig Sigismund den christlichen Glauben an. Sigismund ließ seinen Sohn Sigerich wegen vermeintlichen Verrats hinrichten, was dessen Großvater, der Gotenkönig Theoderich, als Kriegserklärung ansah. Damit verlor Sigismund einen wichtigen Bündnispartner gegen die benachbarten, ebenfalls germanischen Franken, deren Machtposition immer weiter wuchs. Im Jahr 534 unterwarfen die Franken, geführt von den Söhnen des Merowingerkönigs Chlodwig, die Burgunder, und das Gebiet wurde dem Frankenreich zugeschlagen. Dennoch begann die dort lebende Bevölkerung die Gegend als Burgund zu bezeichnen, um so ihren eigenen Charakter gegenüber den Franken zu betonen. So verknüpfte sich der Name Burgund fest mit der Landschaft zwischen Jura und Morvan, dem Plateau von Langres und den Seealpen. Im 6. und 7. Jahrhundert entstand bei Erbteilungen zweimal ein fränkisches Teilreich Burgund, das jedoch beide Male wieder mit dem Gesamtreich vereint wurde. Innerhalb des Frankenreiches blieb Burgund weiterhin als Reichsteil bestehen. Mit den Karolingern verschwand das Teilreich Burgund wieder von der politischen Landkarte, der Landschaftsname blieb jedoch erhalten. Als 843 das Fränkische Reich im Vertrag von Verdun erneut geteilt wurde, fand die territoriale Einheit der alten Burgundia ein Ende: Die östlich der Saône liegenden Gebiete fielen dem Reich Lothars zu, die westlich liegenden, die etwa der heutigen Region entsprechen, kamen zum westfränkischen Reich. Diese Grenze blieb langfristig bestehen.

## Auflösung des fränkischen Königreichs Burgund und Königreich Arelat (9.–14. Jahrhundert)

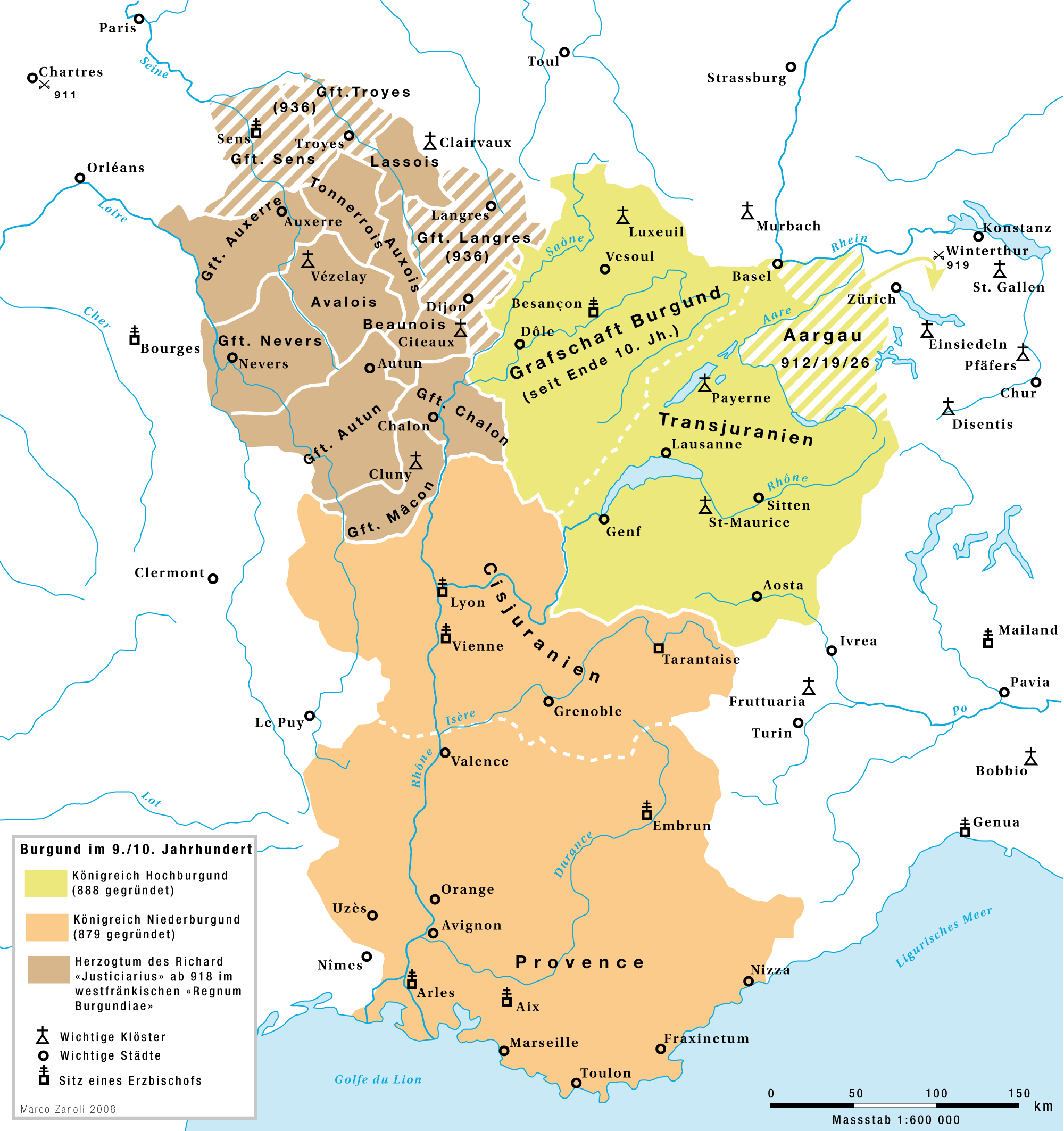
Die Königreiche Hoch- und Niederburgund sowie das Herzogtum von Richard dem Gerichtsherrn

Nach weiteren Teilungen und Grenzverschiebungen (Teilung von Prüm, Vertrag von Meersen, Vertrag von Ribemont, Erwerbung Italiens durch Karl den Kahlen von Westfranken nach dem Tod Ludwigs II.) löste sich nach dem Tod Kaisers Karl des Kahlen 877 zunächst Niederburgund unter dem Buviniden Boso von Vienne, der 879 König wurde, vom Frankenreich. Nach der Absetzung 887 des ostfränkischen Königs und Kaisers Karl des Dicken ließ sich 888 der Welfe Rudolf zum König von Hochburgund wählen. Diese beiden von den Karolingern unabhängigen Herrschaften wurden 930/951 unter Rudolf II. und Konrad III. von Hochburgund im Königreich Arelat vereint. Arelat ging 1033 durch Erbfall an das Heilige Römische Reich. Am 2. Februar 1033 ließ sich der Römisch-Deutsche Kaiser Konrad der Ältere in Peterlingen (Payerne) von seinen Anhängern zum König von Burgund wählen und krönen. Fortan blieb das Königreich formell in Personalunion mit dem jeweiligen römisch-deutschen König und wurde von diesem regiert; zuletzt ließ sich Karl IV. 1365 in Arles zum König von Burgund krönen. Trotz formell zunächst einheitlicher Verwaltung durch das Rektorat von Burgund zerfiel dieses Herrschaftsgebiet jedoch zunehmend in selbstständige Grafschaften, unter ihnen die Grafschaft Burgund, die später zur Pfalz- und zur Freigrafschaft wurde. Viele dieser Gebiete kamen unter den Einfluss der westfränkischen bzw. französischen Krone.

## Herzogtum, Freigrafschaft und Niederlande (10.–17. Jahrhundert)
Der Teil Burgunds, der unter der Herrschaft des Westfränkischen Reiches verblieben war, wurde zuerst noch als Regnum Burgundiae bezeichnet. In Vertretung des karolingischen Königtums begründete Richard der Gerichtsherr 918 ein zuerst persönliches Herzogtum in seiner Familie. 1016 besiegte der französische König Robert II. die Erben des Herzogs Heinrich des Großen. 1031 wurde das Herzogtum Burgund Robert, dem zweiten Sohn des französischen Königs Robert II. aus dem Haus der Kapetinger, als Apanage zugewiesen. 1031 bis 1361 regierten die Kapetinger-Herzöge als eine Seitenlinie des französischen Königshauses im Herzogtum Burgund; sie werden auch als älteres Haus Burgund bezeichnet. Sie erreichten eine zunehmende Ausdehnung ihrer Herrschaftsgebiete; so wurde Odo IV. 1331 durch seine Ehe mit Johanna III. von Burgund Inhaber der Pfalzgrafschaft und musste dafür die Lehnshoheit des römisch-deutschen Kaisers anerkennen. Der letzte Herzog aus dem älteren Haus Burgund, Philipp I., erreichte durch seine Heirat mit Margarete von Dampierre 1357 bereits eine Ausdehnung seiner Herrschaft nach Norden auf Teile Flanderns und konnte damit den „Grundstein“ der späteren politisch-dynastischen Macht der folgenden burgundischen Herzöge legen, wenn auch mit ihm die Linie der kapetingischen Herzöge 1361 ausstarb und zunächst das Erbe geteilt wurde.
Bevor sich dieses dynastisch ausgerichtete Verständnis von Burgund ab dem 14. Jahrhundert in der Vereinigung der Herrschaft von Herzogtum und Pfalzgrafschaft durchsetzte, war diese Region bereits im 11. und 12. Jahrhundert kulturell zusammengewachsen und strahlte durch den Bau von Burgen und Klöstern weit über ihre Grenzen hinaus. So wurde 910 das Benediktinerkloster Cluny gegründet, das als Ausgangspunkt der sogenannten cluniazensischen Reformbewegung das geistliche Leben des lateinischen Europa in der Folgezeit prägte. 1098 erfolgte bei Dijon die Gründung des Klosters Cîteaux, das sich nach dem Eintritt des Bernhard von Clairvaux zum Mutterkloster der Zisterzienser entwickelte.

### Reich der Herzöge von Valois-Burgund (1363–1477)

Provinzen Frankreichs (1477). Herzogtum und Freigrafschaft Burgund mit nördlichen Provinzen (in Gelb).

Von 1363 bis 1482 regierten die Herzöge aus dem Haus Valois-Burgund, einer Seitenlinie des französischen Königshauses, den burgundischen Herrschaftsverbund und führten ihn im französisch-deutschen Grenzraum zu größter Ausdehnung und wirtschaftlich-kultureller Höchstblüte. Nachdem die Dynastie der Kapetinger-Herzöge mit Philipp I. 1361 erloschen war, verlieh der französische König Johann der Gute aus dem Haus Valois das Herzogtum als französisches Kronlehen 1363 an seinen jüngsten Sohn Philipp den Kühnen, der damit das Haus Burgund begründete. Dieser heiratete 1369 die Witwe seines Vorgängers Margarete von Male – Erbtochter des flämischen Grafen Ludwig II. – und kam so nach dem Tod seines Schwiegervaters (30. Januar 1384) in den Besitz der zum Lehnsverband des Heiligen Römischen Reiches gehörenden Freigrafschaft Burgund und der teilweise dazugehörenden Grafschaft Flandern. Die burgundischen Herzöge bauten einen eigenständigen Länderkomplex zwischen Frankreich und dem Heiligen Römischen Reich auf, zu dem neben dem eigentlichen Herzogtum Burgund mit Dijon als Hauptstadt die burgundischen Niederlande mit den wirtschaftlich florierenden Städten Gent, Brügge, Ypern und Löwen gehörten, aus denen die heutigen Benelux-Länder hervorgingen. Zentrum der symbolischen Repräsentation war als Residenz und Grablege Dijon, während die Städte Flanderns als Wirtschafts- und Handelszentren die Burgunderherzöge durch ihre Abgaben zu den reichsten Monarchen Europas machten. Im Streben nach Autonomie und gegen die hohen Steuerforderungen der Herzöge zur Finanzierung ihrer Eroberungskriege und aufwändigen Hofhaltung kam es in den Städten und den Provinzen der burgundischen Niederlande immer wieder zu Aufständen.
Die Herzöge des Hauses Valois-Burgund waren:

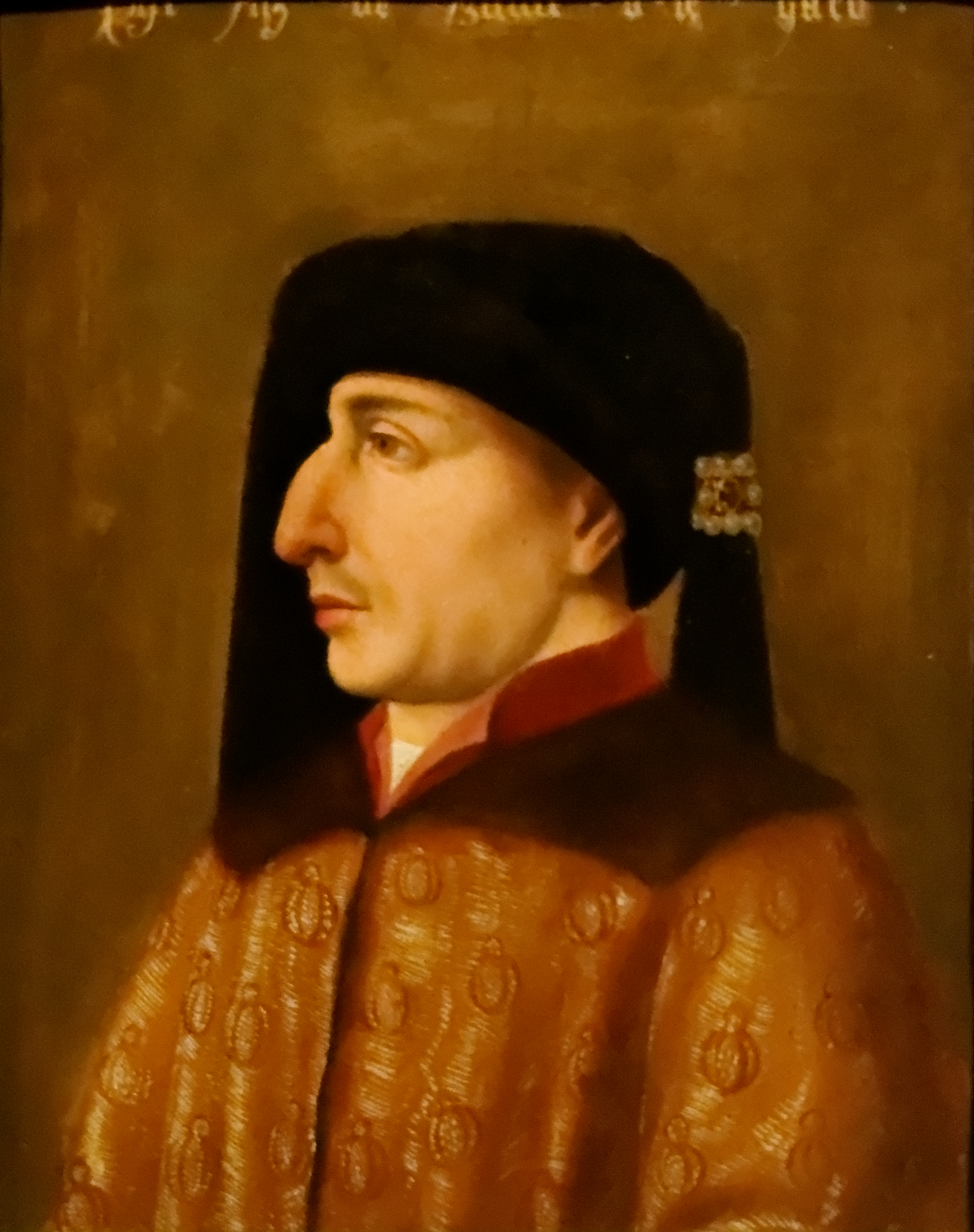
Philipp der Kühne 1363–1404
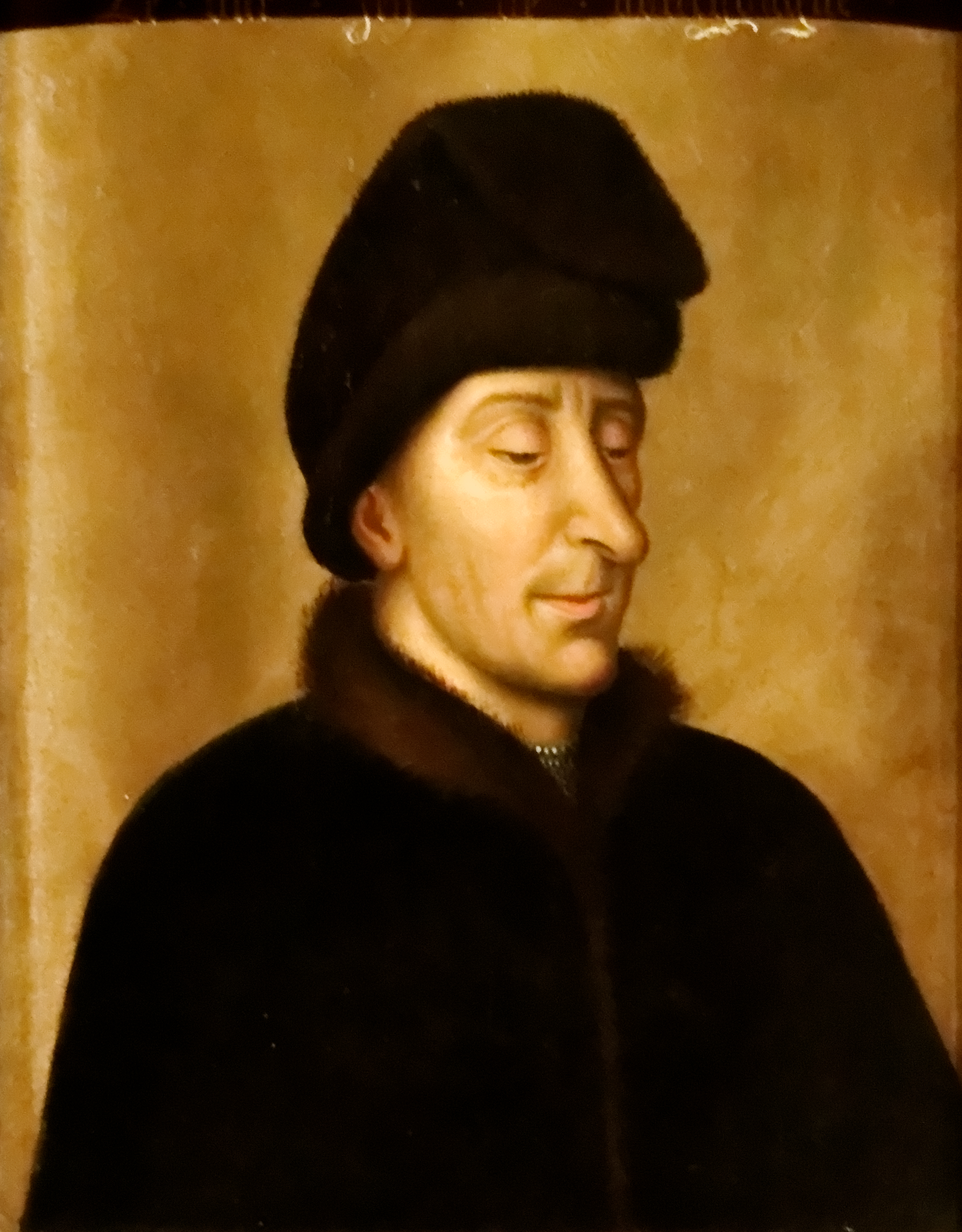
Johann Ohnefurcht 1404–1419
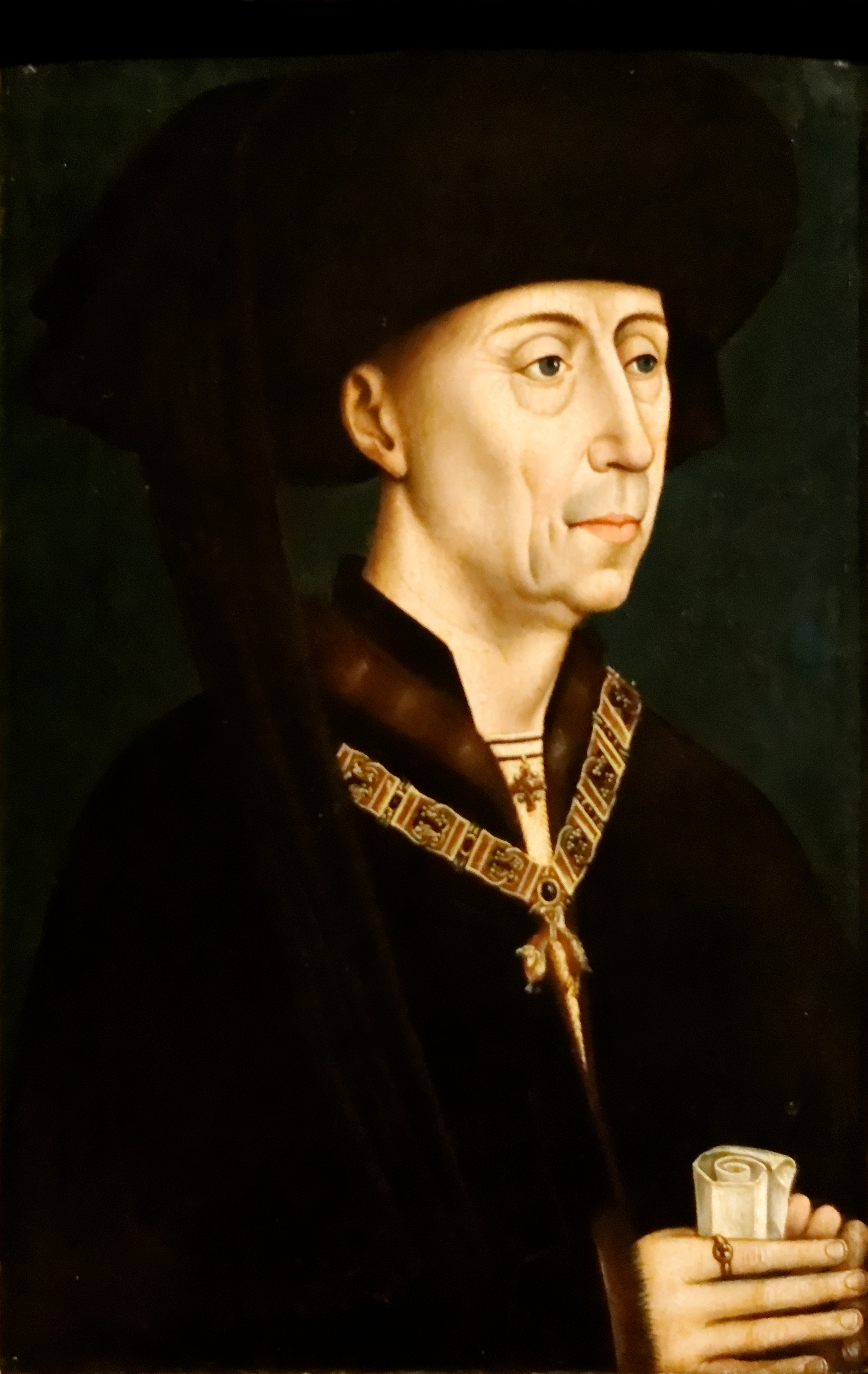
Philipp der Gute 1419–1465
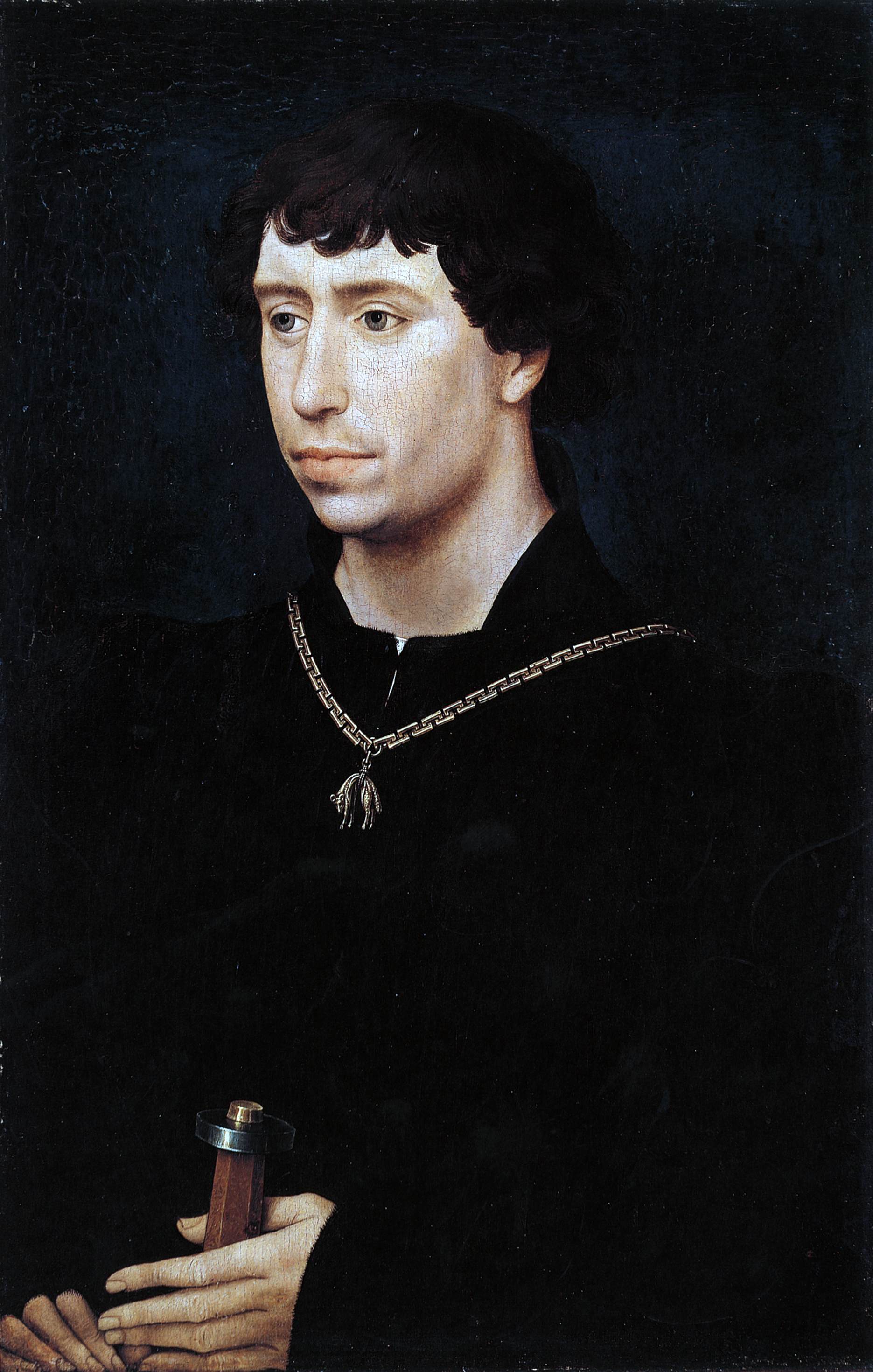
Karl der Kühne 1433–1477

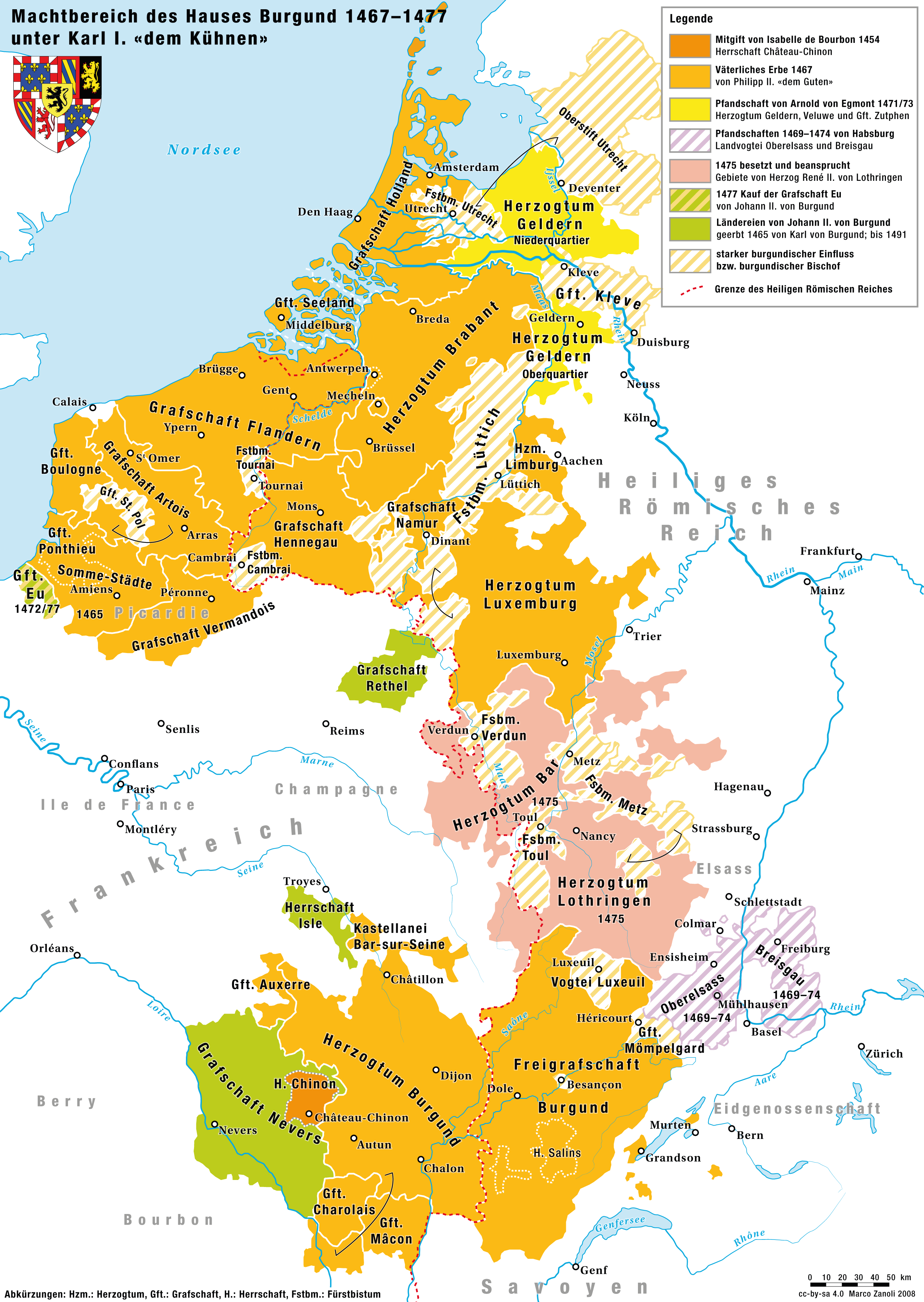
Das Herzogtum Burgund erreichte unter Karl dem Kühnen (1465–1477) de facto den Status einer unabhängigen Mittelmacht in Europa

Die Herzöge Philipp der Kühne und Johann Ohnefurcht waren Mitglieder des französischen Königshauses und verstanden sich selbst vor allem als mächtige französische Fürsten; sie bestimmten die Politik Frankreichs während der Regierungszeit des psychisch kranken Königs Karl VI. (1380–1422) im entscheidenden Maße mit. Dies änderte sich unter den beiden nächsten Burgunderherzögen, die sich als souveräne Herrscher eines eigenständigen Reiches verstanden und deren Selbstverständnis vor allem Ausdruck in der Stiftung des Ritterordens vom Goldenen Vlies als zentralem Bezugspunkt einer eigenständigen höfischen Kultur fand. Der glanzvollen burgundischen Ritter- und Hofkultur, die Vorbild für Höfe in ganz Europa war, in der sich aber auch der Verfall der militärischen Bedeutung des Rittertums spiegelte, hat der niederländische Historiker Johan Huizinga in seinem Hauptwerk Herbst des Mittelalters sein historiographisches Denkmal gesetzt.
Im Hundertjährigen Krieg zwischen den Herrscherhäusern Englands und Frankreichs, dessen wirtschaftlicher Hintergrund aus burgundischer Sicht der Kampf um Flandern als Zentrum der europäischen Tuchindustrie war, trieben die Herzöge eine eigenständige Politik, indem sie sich zu ihrem Vorteil mal mit der einen, mal mit der anderen Seite, meist jedoch mit den Engländern verbündeten. Während Philipp der Gute sein Territorium, vor allem im Bereich der jetzigen Niederlande, mit viel politischem Geschick zu arrondieren und zu konsolidieren verstanden hatte und zuletzt über ein reiches und mächtiges Territorium regierte, in dem Brüssel in die Rolle der Hauptstadt hineinwuchs, versuchte sein Nachfolger Karl der Kühne, die Expansion mit militärischer Gewalt fortzusetzen. 1474–1477 führte er Kriege gegen die Schweizer Eidgenossenschaft. 1475 ließ er seine Truppen das Herzogtum Lothringen besetzen, das den nördlichen und den südlichen burgundischen Besitz voneinander trennte. Am 5. Januar 1477 wurde er in der Schlacht bei Nancy von den verbündeten Eidgenossen und Lothringern geschlagen, er selbst fiel in der Schlacht.

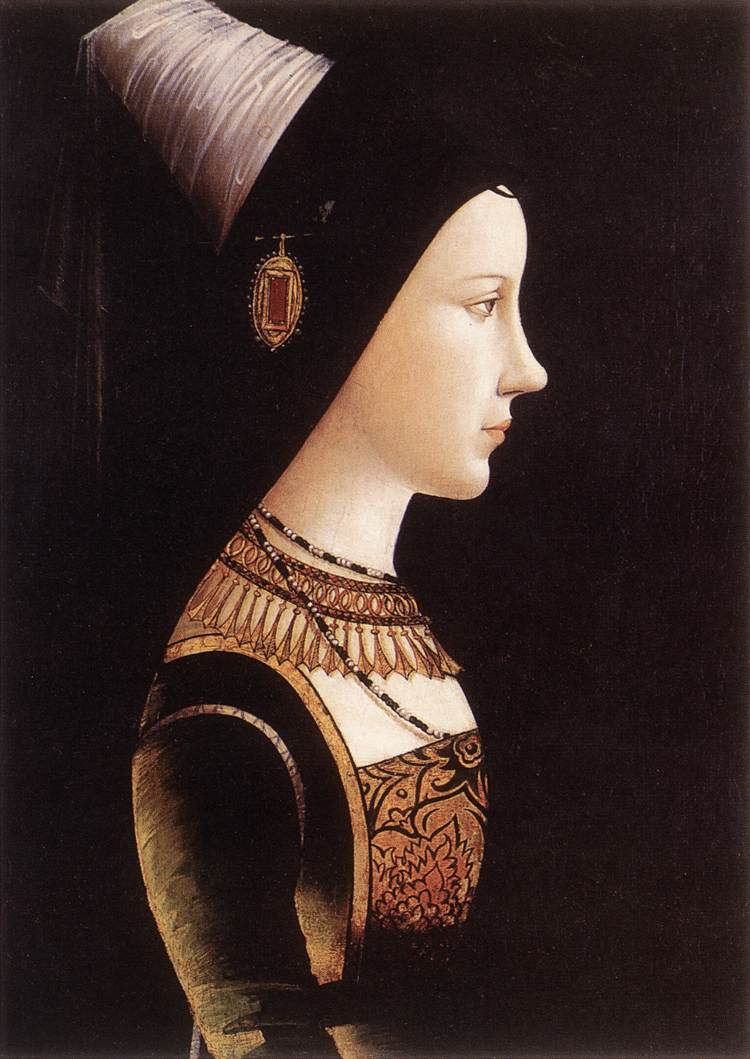
Maria von Burgund, 1457–1482

Nach der Niederlage Karls machten die Stände ihre Anerkennung seiner Tochter Maria von Burgund von politischen Zugeständnissen abhängig. Maria sah sich gezwungen am 11. Februar 1477 das Große Privileg anzuerkennen. Sie musste zusagen, dass sich die Stände des gesamten Herzogtums, die Generalstaaten und die Stände der einzelnen Territorien ohne Berufung durch den Landesherren versammeln durften. Außerdem sollten sie Mitspracherecht über die Erklärung von Krieg und Frieden erhalten. Das Obergericht, der Große Rat von Mecheln und der Allgemeine Rechnungshof als Institutionen der herzoglichen Herrschaftskonzentration mussten aufgelöst werden.

### Burgund zwischen Habsburgerreich und Frankreich (15.–17. Jahrhundert)

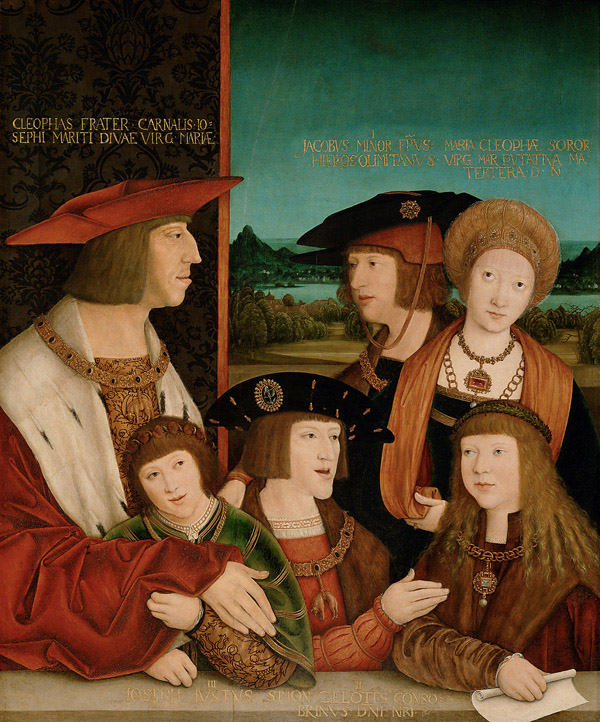
Das Porträt des Kaisers Maximilian und seiner Familie illustriert die Heiratsverbindung zwischen Maximilian von Habsburg (links) und Maria von Burgund (rechts); Genealogische Darstellung von Bernhard Strigel, nach 1515

Am 19. August 1477 heiratete Maria von Burgund Maximilian von Habsburg, den Sohn des römisch-deutschen Kaisers Friedrich III., mit dem sie seit 1475 verlobt war. Diese Hochzeit war Ausgangspunkt der habsburgischen Herrschaft über das burgundische Erbe und des jahrhundertelangen habsburgisch-französischen Gegensatzes. Der französische König Ludwig XI. erklärte daraufhin das Herzogtum Burgund und die Grafschaften Mâcon, Auxerre und Charolais zu heimgefallenen Lehen und besetzte die Gebiete.
Im Burgundischen Erbfolgekrieg (1477–1493) versuchte Maximilian diese Gebiete militärisch zurückzugewinnen. In der Schlacht bei Guinegate errang er 1479 einen großen Sieg. Für die weitere Kriegsfinanzierung benötigte er die Zustimmung der Stände. Diese verweigerten sich jedoch und betrieben eine eigenständige Politik, in dem sie mit Frankreich über einen Frieden verhandelten. Da Maximilian dies nicht anerkannte, stellten die Stände unter der Führung Flanderns sich gegen den Herzog und führten mit französischer Unterstützung Krieg gegen ihn.
Als Maria 1482 starb, erklärten sie den erst vierjährigen Philipp den Schönen zum Herzog. Dieser stand unter Kontrolle der Stände. Im Vertrag von Arras vom 23. Dezember 1482 wurde auf Betreiben der Stände die zweijährige Tochter Marias und Maximilians Margarete von Österreich mit dem französischen Dauphin Karl (dem späteren Karl VIII.) verheiratet. Als Mitgift fielen das Herzogtum Burgund und weitere Gebiete an Frankreich.
Maximilian widersetzte sich dem und stand daher gleichzeitig im Konflikt mit Frankreich und den Ständen. Im Jahr 1488 gelang es den Bürgern von Brügge, ihn gefangen zu nehmen und mehrere Monate gefangen zu halten. Kaiser Friedrich III. kam ihm mit einem Reichsaufgebot zur Hilfe. In der Folge setzte sich Maximilian immer mehr durch. Der Krieg mit Frankreich wurde in dem Vertrag von Senlis von 1493 beendet. Maximilian erhielt die Freigrafschaft und das Artois zurück, musste aber auf das Herzogtum Burgund, die Grafschaft Rethel und die Picardie verzichten. Es gelang ihm die Stände zu unterwerfen; das Große Privileg wurde annulliert.

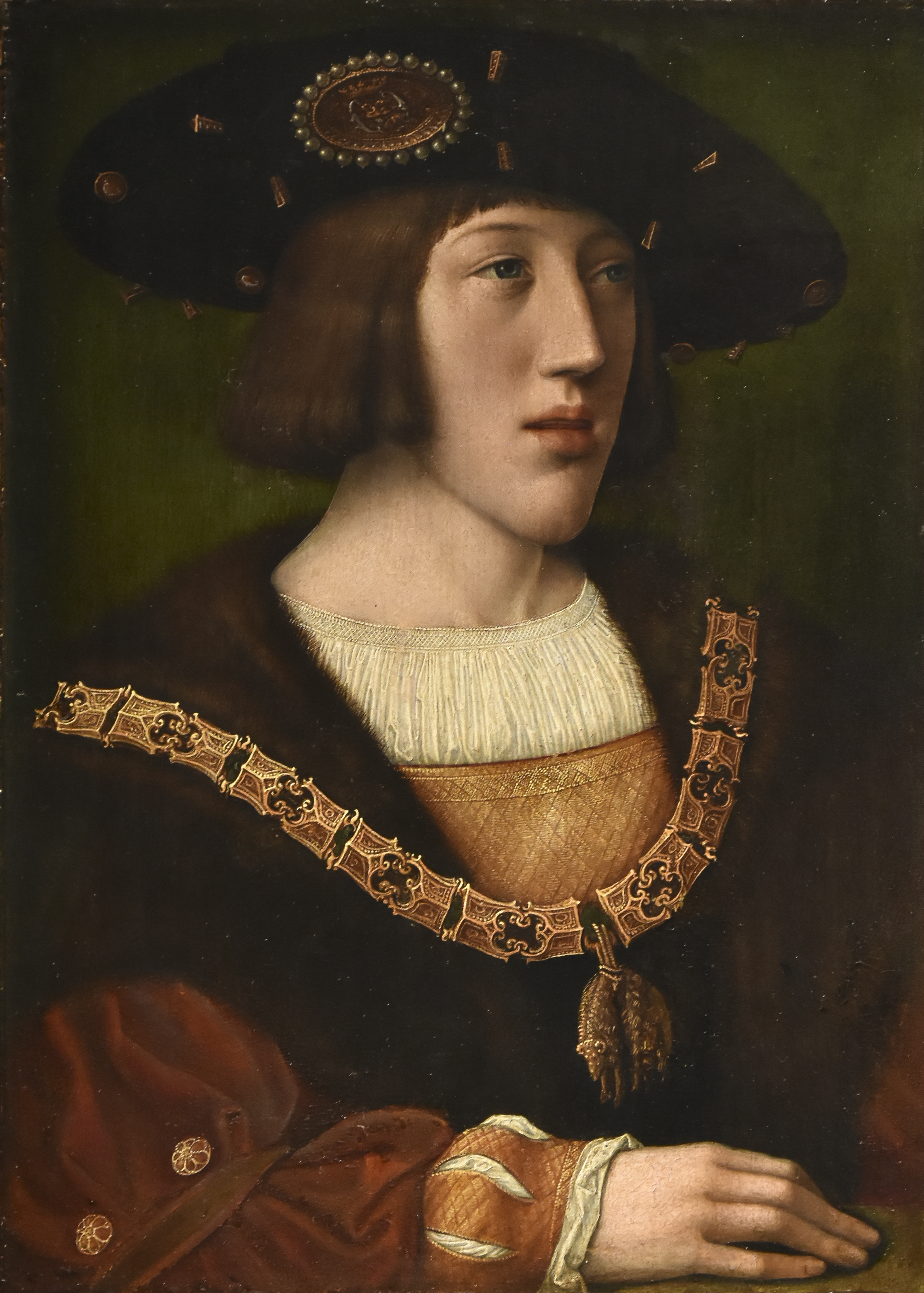
Der junge Karl V. mit der Kette des burgundischen Vliesordens

Philipp der Schöne wurde 1494 für mündig erklärt. Er starb aber bereits 1506. Erbe wurde in Kindesalter der spätere Karl V. Die Herrschaft wurde von einem Regentschaftsrat ausgeübt. Dieser erklärte 1515 den Herzog vorzeitig für mündig. Karl kam bald in Konflikt mit dem französischen König Franz I., auch weil er das Herzogtum Burgund zurückgewinnen wollte. Im Damenfrieden von Cambrai von 1529 musste Karl auf den Besitz des Herzogtums Burgund verzichten. Er konnte aber die reichen burgundischen Niederlande behaupten. Auch verzichtete Franz I. auf die Lehnshoheit über das burgundische Flandern und das Artois. Damit waren einige Streitpunkte ausgeräumt. In den 1530er Jahren blieb Burgund weitgehend von den militärischen Auseinandersetzungen zwischen Karl und Franz I. verschont, die sich vorwiegend in Italien abspielten. Um den Besitz des Herzogtums Geldern kam es 1542 wieder zum Krieg. Im Frieden von Crépy schlossen die beiden Herrscher 1544 erneut Frieden.
Die militärischen Auseinandersetzungen haben die Absichten Karls behindert, die herzogliche Macht weiter auszubauen. Aber schon 1521 behandelte er Burgund in den Teilungsverträgen mit seinem Bruder Ferdinand I. so, als sei es ein einheitliches Staatsgebiet, und beanspruchte es für sich und seine Nachkommen als zweite, „niedere“ Erblande neben der Eigenherrschaft in Österreich. Nach dem Frieden von Crepy löste Karl im Augsburger Vertrag von 1548 Burgund stärker als bisher vom Heiligen Römischen Reich, um sich selbst in eine Stellung als souveräner Landesherr zu bringen. Das Gebiet gehörte als Burgundischer Reichskreis zwar rechtlich und in Fragen von Sicherheit und Verteidigung nach außen weiter zum Reichsverband, aber es unterstand diesem etwa in Gesetzgebung und Rechtsprechung nicht.
Im Inneren betrieb Karl die Politik der Herrschaftsverdichtung seiner Vorgänger weiter. Im Jahr 1531 fand eine Neuorganisation der Regierung statt. Es wurde ein Rat für Finanzen, einer für die Außenpolitik und einer für das Rechtswesen gebildet. Damit wurde eine Kontinuität des Regierungshandelns auch bei Abwesenheit des Herrschers oder seiner Statthalter gewährleistet. Karl setzte im Übrigen mit Margarethe von Österreich und Maria von Ungarn auf Frauen aus seinem Haus als Regentinnen.
Die Generalstände betrieben zu Karls Zeiten keine eigenständige Politik mehr. Allerdings suchten sie ihre Rechte etwa in der Bewilligung von Steuern zu bewahren. Eine Ausnahme in Hinblick auf aktiven Widerstand gegen herzogliche Steuerforderungen war 1536 die Stadt Gent. Diese weigerte sich einer Steuerforderung nachzukommen. Maria von Ungarn als Statthalterin reagierte 1539 mit der Absetzung des Magistrats. Die von ihr eingesetzte Stadtregierung wurde durch einen Zunftaufstand gestürzt. Karl V. ging gegen die Stadt militärisch vor, ließ eine Zitadelle bauen und beseitigte die Privilegien der Stadt.
Burgund war eine der wichtigsten Besitzungen innerhalb des Machtbereichs von Karl V. Der Reichtum des Landes trug maßgeblich zur Finanzierung seiner Machtpolitik bei. Im Jahr 1549 sprach Karl Burgund seinem Sohn Philipp II. zu, der als sein Nachfolger auf dem spanischen Thron vorgesehen war. Dieser residierte einige Jahre in Brüssel. Nachdem Philipp II. seinen Herrschaftsmittelpunkt nach Spanien verlegte, gerieten die burgundischen Niederlande an die Peripherie seines Machtbereichs, zumal nach der Trennung vom Herzogtum Burgund „das burgundische Element in den nördlichen Provinzen bald zurücktreten“ sollte, sodass die entstehenden Niederlande „nur bis zur Mitte des 16. Jahrhunderts zur Geschichte Burgunds“ gehörten.
Die Randlage der Niederlande im spanischen Reich ab Mitte des 16. Jahrhunderts war ein Grund dafür, dass die Stände dem Herrscher aus Madrid ihre Gefolgschaft aufkündigten. Im Achtzigjährigen Krieg erkämpften die nördlichen Vereinigten Provinzen ihre Unabhängigkeit von der spanischen Linie der Habsburger. Ihr verblieben die Spanischen Niederlande, die 1714 österreichisch wurden. Das burgundische Erbe der Habsburger in dessen territorialem Ausgangsgebiet endete mit der Abtretung der Freigrafschaft Burgund an Frankreich im Holländischen Krieg 1678; jedoch setzten die Habsburger Traditionen des burgundischen Hofes fort – etwa, indem sie den Orden vom Goldenen Vlies zum habsburgischen Hausorden machten.
Nach der Einziehung des französischen Kronlehens, des bisherigen Herzogtums Burgund, 1477 wurde es während des gesamten Ancien Régime nicht wieder verliehen, sondern gehörte zur Eigenherrschaft der französischen Krone. Es wurde jedoch nicht Teil der Domaine royal, sondern blieb als Provinz mit eigenem Parlement selbstverwaltet. Die von der Krone eingesetzten Gouverneure der Provinz waren (unvollständig, in Klammern Amtszeiten):
- Georges II. de La Trémoille (1477 zum ersten Gouverneur ernannt)
- Louis II. de La Trémoille (1506–1525)
- Philippe Chabot (1526–1543)
- Antoine de Lorraine (1543–1544)
- Claude de Lorraine, duc de Guise (1544–1550)
- Charles de Lorraine, duc de Mayenne (1570–1595)
- Charles de Gontaut, duc de Biron (1595–1602)
- Roger II. de Saint-Lary, duc de Bellegarde (1602–1631)
- Henri II. de Bourbon, prince de Condé (1631–1646)
- Louis II. de Bourbon, prince de Condé, der Grand Condé (1646–1686)
- Louis III. de Bourbon, prince de Condé (1686–1710)
- Louis IV. Henri de Bourbon, prince de Condé (1710–1740)
- Louis V. Joseph de Bourbon, prince de Condé (1740–1789)

## Moderne
Nach der Französischen Revolution wurde Frankreich 1790 in Départements aufgeteilt. Damit wurden sowohl das Herzogtum als auch die Freigrafschaft Burgund als politische Einheit aufgelöst und durch die bis heute bestehenden Départements ersetzt.
Bei der Einteilung Frankreichs in Programmregionen 1956 wurden die Regionen Burgund (Bourgogne) und Franche Comté gebildet, die jeweils vier Départements umfassen. 1972 erhielten die Regionen den Status eines Établissement public unter Leitung eines Regionalpräfekten. Durch die Dezentralisierungsgesetze von 1982 erhielten sie den Status einer Collectivité territoriale (Gebietskörperschaft), wie ihn bis dahin nur die Gemeinden und die Départements besessen hatten. Seitdem wurden die Befugnisse der Regionen gegenüber der Zentralregierung in Paris schrittweise erweitert; so werden seit 1986 die Präsidenten des Regionalrates direkt gewählt.
Zum 1. Januar 2016 wurde die Region Burgund mit der östlich angrenzenden Region Franche-Comté zusammengelegt und vereint administrativ damit wieder die historisch und kulturell eng verbundenen westlichen und östlichen Teile des burgundischen Kerngebiets.